# Swedbank
Swedbank (kiedyś: Föreningssparbanken) – szwedzki bank, mający 9,5 mln klientów indywidualnych i 622 tys. klientów biznesowych w Szwecji, Estonii, Łotwie i Litwie. W Szwecji ma 317 oddziałów, w krajach bałtyckich 200. Pojedyncze oddziały znajdują się w dużych miastach Europy, Ameryki i Azji. Zmiana nazwy z Föreningssparbanken AB na Swedbank AB nastąpiła 8 września 2006. Bank powstał jako kasa oszczędniościowa w Göteborgu w 1820 obecnie siedziba główna znajduje się w Sztokholmie. Zatrudnia 16 tys. ludzi. Bank skorzystał z pomocy finansowej państwa podczas kryzysu finansowego trwającego od 2007 roku. 